# Jonathan Perlaza
Jonathan Ezequiel Perlaza Leiva (ur. 13 września 1997 w Guayaquil) – ekwadorski piłkarz występujący na pozycji lewego skrzydłowego, ofensywnego pomocnika lub lewego obrońcy, od 2023 roku zawodnik meksykańskiego Querétaro.